# Pako Seribe
Pako Seribe (né le 7 avril 1991) est un athlète botswanais, spécialiste du 400 mètres.

## Biographie
Le 22 février 2015, il bat son record sur 200 m en 20 s 17 à Molepolole.

### Palmarès
| Date | Compétition                   | Lieu      | Résultat | Épreuve   | Performance   |
| ---- | ----------------------------- | --------- | -------- | --------- | ------------- |
| 2010 | Championnats d'Afrique        | Nairobi   | 2e       | 4 × 400 m | 3 min 05 s 16 |
| 2010 | Championnats du monde juniors | Moncton   | 8e       | 400 m     | 48 s 07       |
| 2011 | Jeux africains                | Maputo    | 3e       | 4 × 100 m | 39 s 09       |
| 2014 | Championnats d'Afrique        | Marrakech | 1er      | 4 × 400 m | 3 min 1 s 89  |

### Records
| Épreuve | Performance | Lieu          | Date        |
| ------- | ----------- | ------------- | ----------- |
| 400 m   | 45 s 04     | Potchefstroom | 10 mai 2014 |